# Wanderer (jeu vidéo)
Pour les articles homonymes, voir Wanderer.
Wanderer, ou Wanderer 3D, est un jeu vidéo de combat spatial sorti sur Atari ST en 1987, développé par Béatrice et Jean-Luc Langlois, et édité par la société Elite. La première version du jeu est sortie sur Sinclair QL, éditée par Pyramide. Les auteurs de Wanderer, à la suite de la vente par Pyramide de la licence du jeu à la société Elite, sont devenus leur propre éditeur en créant la société Lankhor en 1987.

## Description
Il s'agit d'un jeu de combats intergalactiques en vue cockpit, dont la particularité était d'être fourni avec des lunettes 3D à filtre rouge sur un œil, bleu sur l'autre, le jeu exploitant le système des anaglyphes permettant de voir en relief. Il est possible de désactiver l'option et de jouer sans les lunettes. 
Le jeu propose des combats contre des ennemis variés, vaisseaux ou simple débris flottant dans l'espace. La 3D est représentée en fil de fer, ce qui était la norme à l'époque, à la manière de Star Wars sur la même machine. Mais la comparaison s'arrête là, car Wanderer n'est pas un jeu d'arcade, il est plus à classer dans la catégorie des simulations spatiales, comparable à Star Raiders, Starglider, ou Elite. La partie stratégique consiste en un immense jeu de poker intergalactique, le but étant d'échanger ses cartes afin d'améliorer le jeu de chaque planète.